# たかが愛
「たかが愛」（たかがあい）は、1996年11月21日に発売された中島みゆきの33作目のシングル。

## 解説
同年10月18日に発売されたアルバム『パラダイス・カフェ』からのシングルカット。
タイトル曲はテレビ朝日系ドラマ『はみだし刑事情熱系』（第1シリーズ）の主題歌に使用された。
公式ではないがこのシングル発売後、カップリング曲はタイトル曲のタイアップドラマで、主人公とその娘のデートシーンで使われた。
PVは、沖縄県の『中城高原ホテル』跡で撮影された（PVは、THE FILM of Nakajima Miyukiを参照）。
2022年11月28日にこのシングルは、ヤマハミュージックコミュニケーションズによりデジタル・ダウンロード配信された。

## 収録曲
- 作詞・作曲:中島みゆき
- 編曲:瀬尾一三

1. たかが愛
2. 目を開けて最初に君を見たい
3. たかが愛（TV MIX）